# Taní

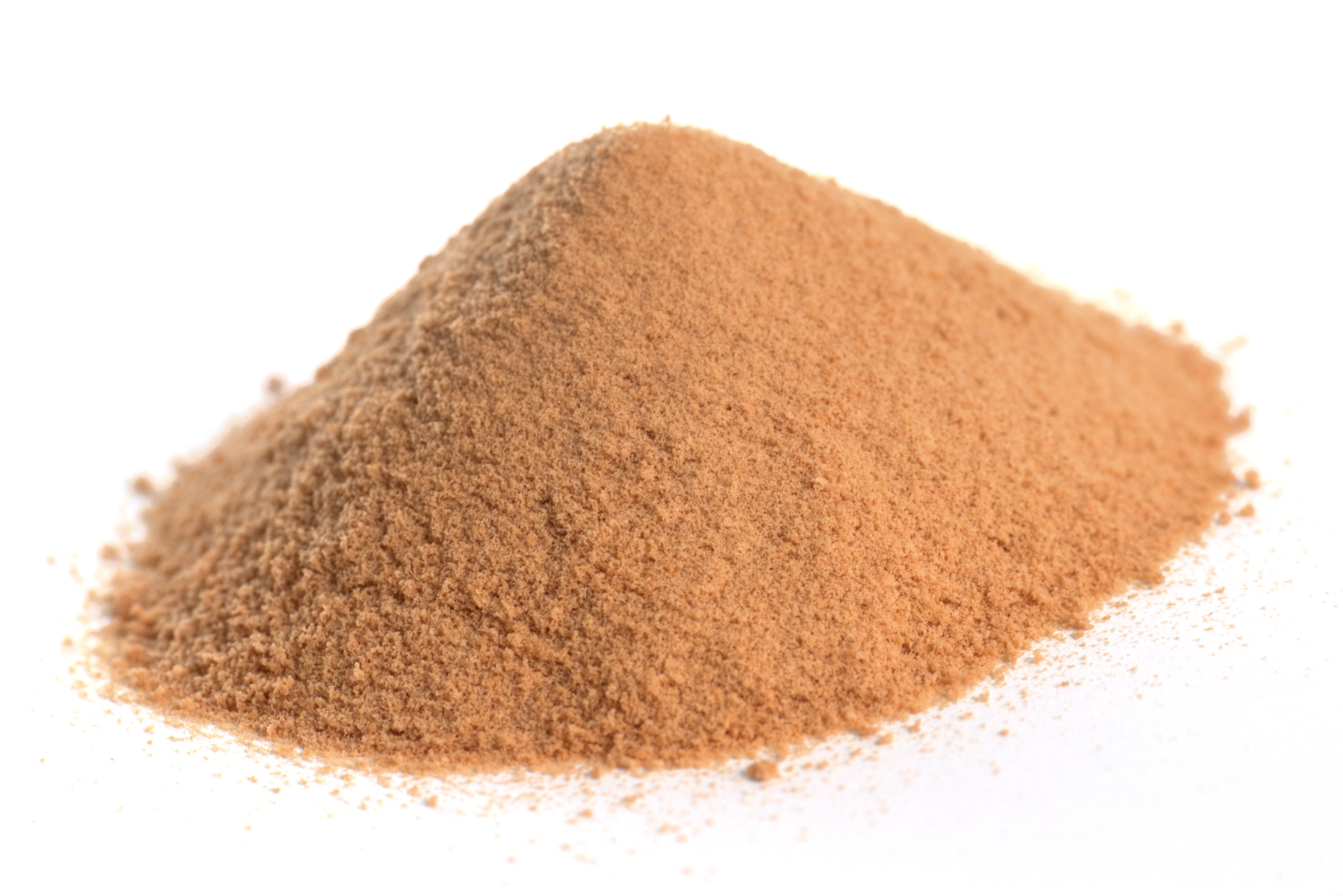
Pols de taní (mescla de compostos).

Els tanins són un grup de substàncies complexes de composició diversa però caracteritzada per la presència de fenols. Estan presents en molts vegetals, generalment en les fulles, fruits immadurs i a l'escorça dels arbres. Tenen un paper important en la protecció de la planta de la predació, i potser, també com a pesticides, així com en la regulació del creixement de la planta.
Químicament no són cristal·litzables i són insolubles en la major part dels dissolvents orgànics. Els tanins són un tipus de biomolècula i són astringents que precipiten les proteïnes i altres compostos orgànics incloent aminoàcids i alcaloides. Poden inactivar alguns virus patògens
En el vi un adequat grau de tanins contribueixen a donar un buquet característic o s'utilitza per clarificar-los.

## Etimologia
El terme taní prové de tanna, que és la paraula que en l'antic alt alemany designa el roure, planta que conté molt de taní que és utilitzat per adobar pells.

## Classificació
Hi ha dos grups de tanins en funció de la seva composició química:
- Els tanins condensats que són polímers d'un flavonoide anomenat antocianidina i és propi de les plantes llenyoses.
- Tanins hidrolitzables, de naturalesa heterogènia formats a partir d'àcids fenòlics, en particular àcid gàlic i sucres simples.

## Característiques
Els tanins tenen una lleugera olor característica, sabor amarg i astringent i el seu color va des del groc fins al castany clar. Els tanins també són responsables de l'astringència del cafè, el te i el cacau. Aquesta astringència és la responsable de la sensació de sequedat a la boca després del consum de determinats fruits verds, vins negres o tes.
La proporció de tanins a les fruites verdes disminueix en madurar, a causa de la polimerització d'aquestes substàncies, això fa que la destrucció o la modificació dels tanins al llarg del temps jugui un paper important a l'hora de determinar el moment adequat per la collita.
La principal aplicació dels tanins és en l'adobat de pells, en aquest cas només s'empren els de determinades espècies vegetals com l'alzina, pi o el castanyer. També es fa servir com a mordent (fixador) en els tèxtils i en medicina per a tractar les cremades.

### Raïm
Dins del raïm, els tanins es troben a la rapa, els pinyols i la pell. Es troben presents sobretot en els vins negres, que són els habituals que passen el procés de fermentació amb la pell i les llavors, i aporten un toc aspre al seu gust.